# Lycée français international Louis-Massignon
Pour les articles homonymes, voir Massignon.
Le lycée français international Louis-Massignon (en arabe : ثانوية لويس ماسينيون) est un établissement d'enseignement homologué par le ministère français de l'Éducation nationale situé à Bouskoura - Casablanca au Maroc. Il porte le nom de Louis Massignon (1883-1962), un universitaire et islamologue français.

## Historique et caractéristiques
Le lycée fut fondé en octobre 1996 par l’Office scolaire et universitaire international (OSUI), il est aussi le premier établissement autofinancé créé au Maroc. Il ne compte alors qu'une centaine d'élèves et est situé à Aïn Sebaa. Les effectifs croissant rapidement, l'établissement ouvre des écoles primaires sur de nouveaux sites à Mers Sultan, à Anfa, enfin, en septembre 2016, le collège, le lycée et deux écoles primaires s'installent dans des locaux neufs, construits par l'architecte marocain Khalid Molato, dans la ville nouvelle de Bouskoura Ville Verte, au sud-est de Casablanca. Elle compte 3200 élèves en 2024, repartis de la maternelle à la terminale.
Le lycée Louis Massignon est devenu le plus grand établissement français du Maroc à son ouverture[réf. nécessaire].
Le lycée reprend le système éducatif français avec des classes de primaire, de collège et de lycée, cependant, il intègre l'anglais et l'arabe dès l'école maternelle. Des classes tri-langues au primaire et des sections internationales au secondaire ont conduit à rebaptiser le groupe scolaire Louis Massignon en lycée français international Louis Massignon à la rentrée de septembre 2017. Depuis 2017, un cursus a été mis en place pour les élèves non arabophones.
Le proviseur garantit l'homologation de l’État français à tous les niveaux. Le lycée Louis Massignon est un lycée autofinancé et associatif, appartenant à l'OSUI (Office scolaire et universitaire international, filiale de la Mission laïque française).
Depuis la rentrée 2018-2019, le lycée français international Louis Massignon a mis en place l'éducation numérique via une plateforme nommée Moodle.
Depuis sa construction en 2016, le lycée accueille un des plus grands auditoriums du Royaume nommé Edgar Morin.

## Enseignements dispensés
L'enseignement dispensé au lycée suit les programmes du ministère de l'Éducation nationale français. Dès le primaire, tous les élèves suivent un enseignement d'arabe : arabe langue maternelle (ALM) pour les élèves locuteurs natifs ou arabe langue étrangère (ALE) pour les autres élèves. 

### Enseignement de spécialités
Le lycée propose les enseignements de spécialités suivants :  mathématiques, physique-chimie, sciences de la vie et de la terre (SVT), sciences économiques et sociales (SES), histoire-géographie, géopolitique, sciences politiques (HGGSP), humanités, littérature et philosophie (HLP), anglais monde contemporain (AMC) et sciences de l'ingénieur (SI).

### Enseignement optionnels
Le lycée propose également des enseignements optionnels (arts plastiques, théâtre, musique, science de laboratoire, management et gestion, science de l'ingénieur) dès la seconde et des options mathématiques en terminale (mathématiques complémentaires et mathématiques expertes).
Il est important de souligner que les élèves ont la possibilité de choisir l'option théâtre dès la classe de cinquième. De plus, une option Bachibac (baccalauréat espagnol) est également proposée

## Classes numériques
Les classes numériques sont des classes où l'enseignement a pour base le numérique. Plusieurs plateformes sont utilisées comme Pronote, Moodle, ou pendant le confinement, le logiciel Microsoft Teams. Durant l'année scolaire de 2018 - 2019, le lycée voulait en effet imposer ces classes mais sous les nombreuses manifestations des parents à l'en contre de ce projet, le lycée décala le début des classes numérique à l'année 2019 - 2020.